# 謝潑德角
63°22′S 56°58′W / 63.367°S 56.967°W
謝潑德角（英語：Sheppard Point）是南極洲的海岬，位於葛拉漢地的特里尼蒂半島，是霍普灣入口處北部，由瑞典探險隊發現，現時由南極條約體系管理。